# 1920 год в истории железнодорожного транспорта
1920 год в истории железнодорожного транспорта

## События

### ВРСФСР
- В составе НКПС для руководства работой железных дорог было образовано Главное управление путей сообщения.
- Введены в эксплуатацию участки дорог Суоярви — Элисенваара — Маткаселькя — Сартавала, Армянск — Джанкой и Сара — Орск[1], закончена прокладка участка Унеча — Костюковичи[2].
- 20 марта — народным комиссаром путей сообщения РСФСР назначен Троцкий Лев Давыдович[3]
- 5 апреля — были взорваны два металлических пролёта моста через Амур отступавшими из Хабаровска большевиками во время гражданской войны.
- 1 ноября — вступил в силу единый «Устав железных дорог»[4][5].
- 10 декабря — народным комиссаром путей сообщения РСФСР назначен Емшанов Александр Иванович[3].

### Зарубежом
- 1 марта — в США принят закон Эша  - Камминса, вновь возвращающий железные дороги в частную собственность.
- 1 апреля — образована Германская имперская железная дорога (нем. Deutsche Reichsbahn[6].

## Новый подвижной состав
- На железных дорогах в РСФСР началось использование путеизмерителей.
- В США на заводах компании Baldwin Locomotive Works освоен выпуск паровозов серии Tr20.